# Het Reuzenhuis

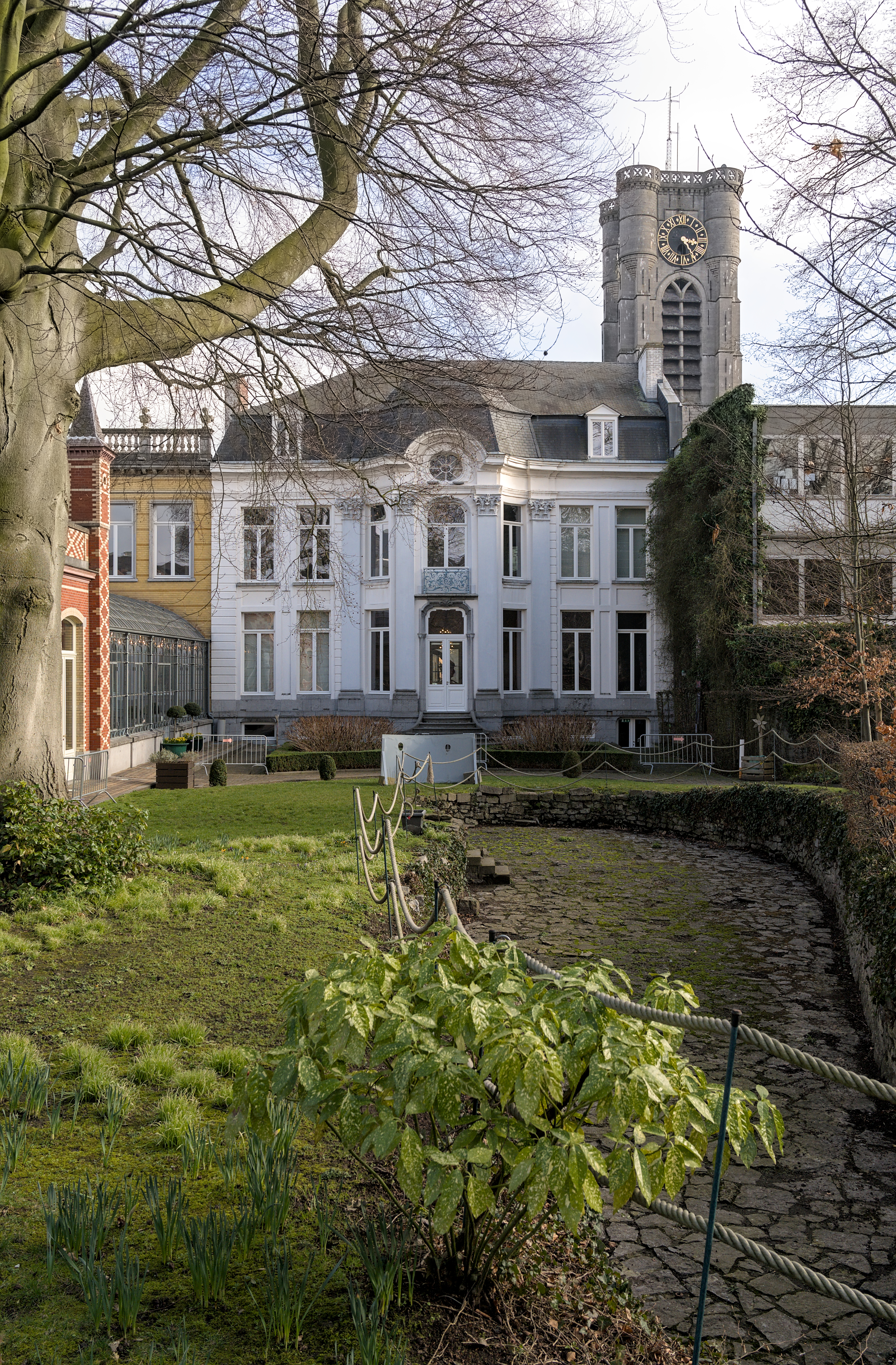
Foto van het Reuzenhuis

Het Reuzenhuis te Aat is een monumentaal herenhuis waarin een museum is gevestigd dat is gewijd aan de Reuzentraditie in Europa en de gevlochten reuzen van Aat. 

## Het museum
Het museum werd geopend op 1 oktober 2000 en sinds 2003 werkt het Reuzenhuis samen met La Ronde des Géants. Later kwam er ook een samenwerking met Volkskunde Vlaanderen voor de ontwikkeling van de reuzenkalender waarop staat waar en wanneer de reuzen te zien zijn in België en Frankrijk. Daarnaast verzamelt het museum publicaties met betrekking tot de reuzen om zo een bibliotheek te vormen rond het onderwerp. 
Door middel van audiovisuele technieken wordt de bezoeker geleid door het museum. Het eerste deel vertelt over de geboorte van de reuzen en hoe de traditie werd doorgegeven doorheen de eeuwen van generatie op generatie. In het tweede deel wordt uitgelegd hoe een reus wordt gemaakt. Het derde deel is volledig gewijd aan de Ducasse van Aat die werd erkend als immaterieel werelderfgoed door UNESCO in 2005. Het laatste deel focust op de reuzentraditie in Europa. Het museum wordt regelmatig vernieuwd en bijgewerkt om een zo goed mogelijk beeld te geven op dit aspect van de populaire volkscultuur of folklore. 

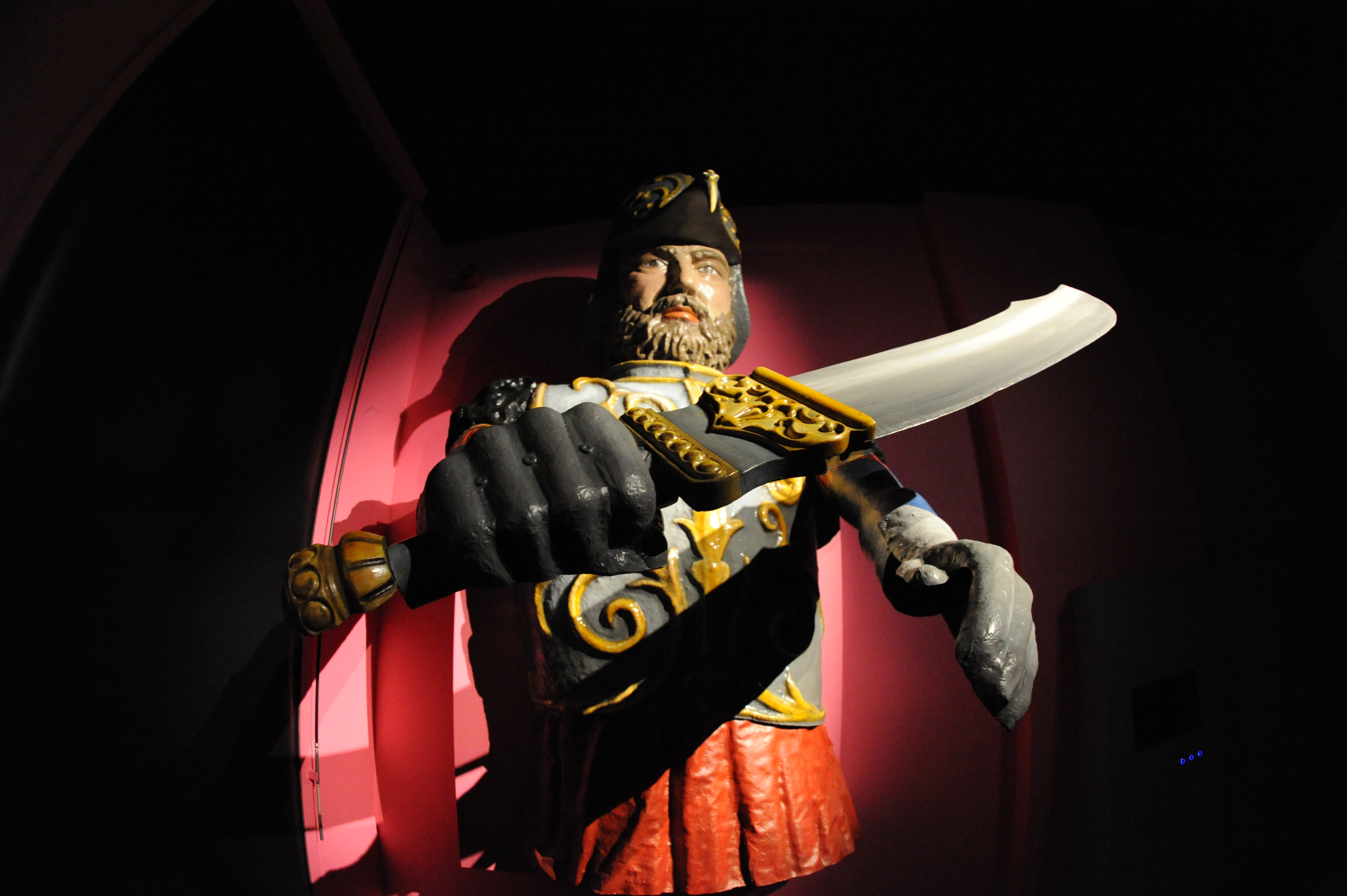
Hercules

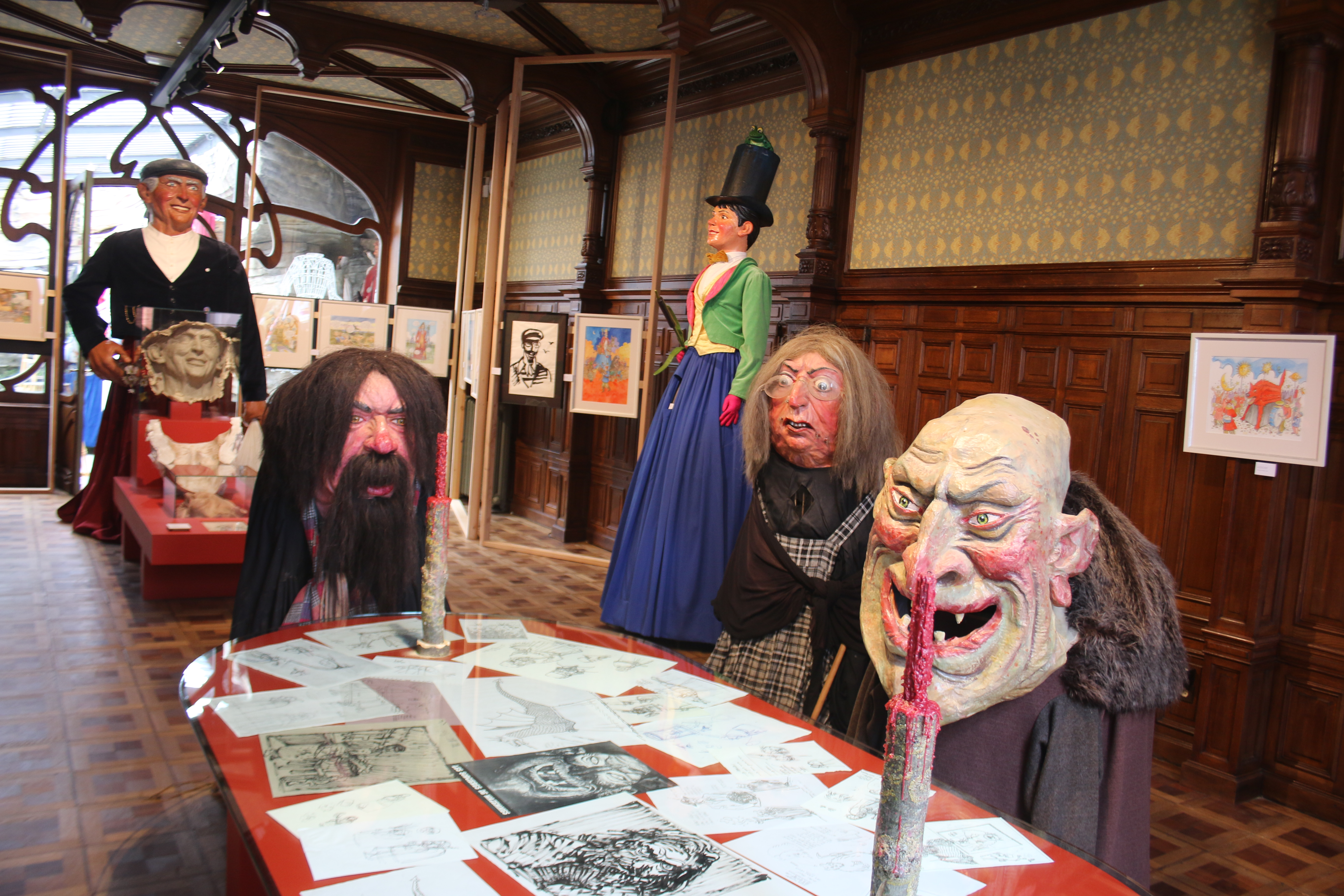
Reuzen

## Kasteel Cambier
Het museum is gevestigd in het kasteel Cambier dat werd gebouwd in 1780 op initiatief van de goudsmid en schilder Louis-Emmanuel Delwarde, ontworpen door architect François-Joseph Bataille (1747-1820), afkomstig van Aat. Het werd gebouwd in Lodewijk XV- en XVI-stijl. De ruime hal is helemaal bedekt met wit en zwart marmer. In het verlengde hal ligt een grote kamer mer erkerraam dat uitgeeft op de tuin.
In 1875 werd het kasteel aangekocht door de broers Cambier, industriëlen van meubilair van gedraaid hout. Het herenhuis werd overgenomen door de stad Aat in 1995. Grote restauratiewerken werden uitgevoerd dankzij Europese subsidies en de interventie van het Commissariaat-generaal voor Toerisme van het Waals Gewest om het kasteel Cambier om te vormen tot het Reuzenhuis.